# Línguas platoides

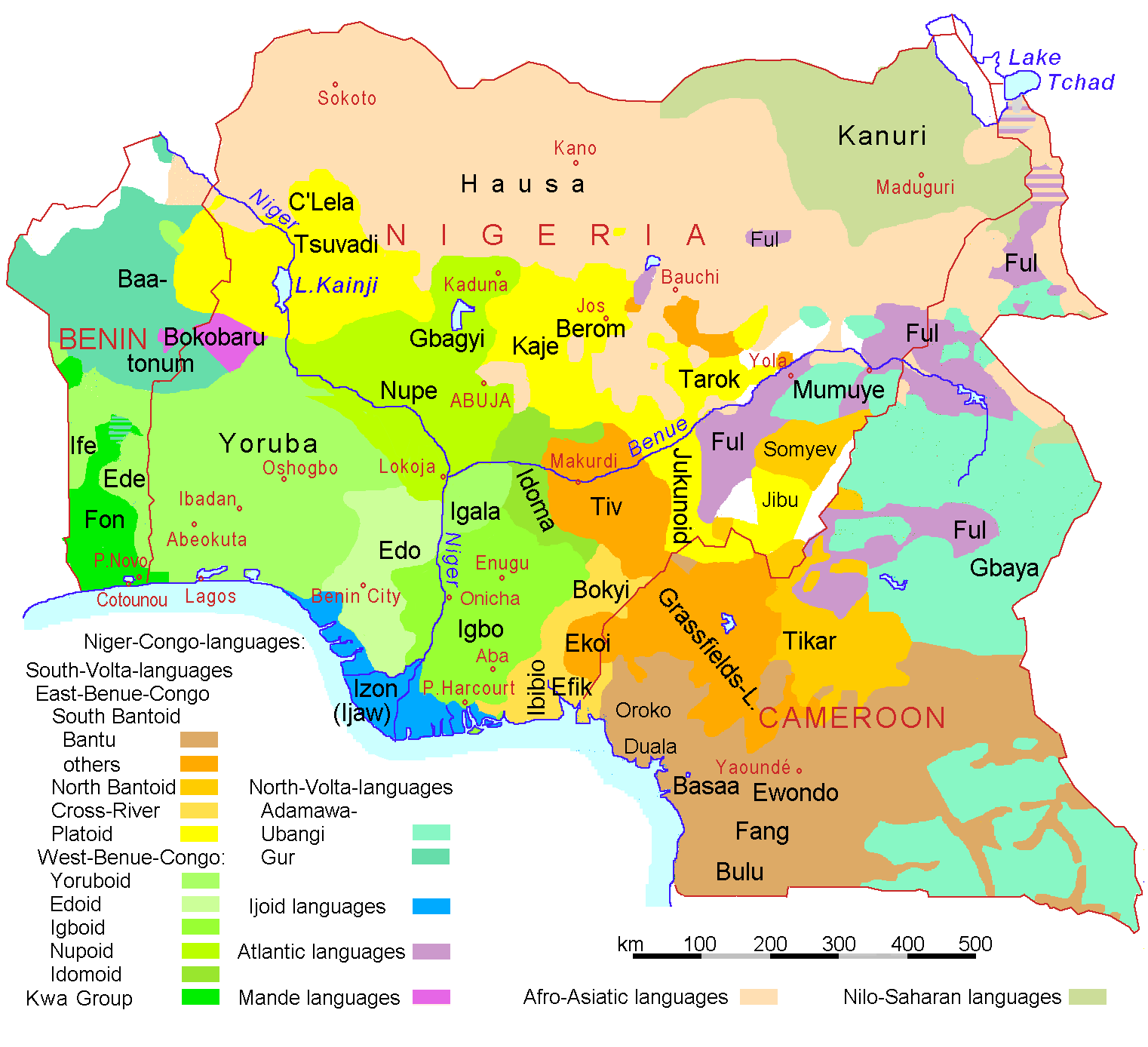
As línguas platóides (em amarelo) na Nigéria

As línguas platóides são faladas por aproximadamente 3.5 milhões de pessoas no Planalto de Jos e nas áreas adjacentes à Nigéria Central. Elas também são chamadas línguas centro-nigerianas. São parte da subfamília benue-congolesa, que por sua vez é parte da família nigero-congolesas. Há aproximadamente 40 línguas platóides.
Elas são mais similares às línguas bantóides do que das línguas benue-congolesas ocidentais, porém menos que as línguas Cross River. As línguas platóides se dividem em onze subgrupos, que não são tão similares entre si quanto às línguas bantóides.

## Subgrupos
Seis dos subgrupos possuem mais de 100 000 falantes cada. Cinco são bastante reduzidos.

Os cinco maiores grupos são:
- As línguas cainjis são faladas por aproximadamente 900 000 falantes, ao todo. Elas são divididas dentro de uma hierarquia de subgrupos. As quatro mais importante línguas são tsuvadi (150 000), clela (c'lela, lela) (100 000), ciningini (80 000), tsiningini (80 000).
- As línguas platóides norte ocidentais são faladas por aproximadamente 750 000 falantes. as línguas mais importantes são kwanka (220 000), eggon (150 000), jaba (100 000), mada (100 000)
- As línguas platóides centrais com meio milhão de falantes abriga as línguas kaje = jju (300 000) e katab (tyap) (130 000)
- A maior língua do grupo das línguas platóides meridionais (aprox 400 000) é o berom com 300 000 falantes.
- O grupo taroque consiste na língua taroque que por si só conta com 300 000 falantes e outras línguas menores.
- As línguas tacunoides (300 000 falantes) se desenvolveram a partir da língua medieval dos jucuns.

## Características
Apenas algumas línguas possuem classes nominais, como as línguas bantas possuem. Adjetivos e possessivos são geralmente falados antes do substantivo descrito.